# Dimos Alonnisos
Dimos Alonnisos (Alonnisos) är en kommun i Grekland.   Den ligger i prefekturen Nomós Magnisías och regionen Thessalien, i den östra delen av landet, 140 km norr om huvudstaden Aten. Antalet invånare är 2 425.